# Bach 3-CT Air Yacht
Dimensions
Le Bach 3-CT Air Yacht est un trimoteur de transport commercial américain de l'entre-deux-guerres. Ce fut le premier trimoteur de transport dont l’exploitation commerciale pour le transport de passagers fut autorisée par le département du Commerce des États-Unis. C'est aussi un des très rares avions multimoteurs à avoir utilisé sur la même cellule des moteurs de deux constructeurs différents.

## Bach Air Yacht
Fortement inspiré des productions Fokker, l’Air Yacht se présentait comme un classique monoplan à aile haute contreventée par des mâts profilés relativement profonds et train d’atterrissage classique fixe à très large voie. Cet appareil transportant 10 passagers était construit essentiellement en bois, avec des ferrures d’assemblage, un train d’atterrissage et des mâts de voilure en acier. Le prototype (5082, c/n 1), désigné tout simplement Air Yacht, recevait à l’avant du fuselage un moteur en étoile à 9 cylindres Waterman de 250 ch, deux moteurs Kinner de 100 ch étant suspendus sous la voilure. Il fut mis en service le 5 mars 1928 par West Coast Air Transport, compagnie fondée à Portland et assurant la ligne reliant Seattle à San Francisco via Portland. Trois autres trimoteurs furent portés sur le registre civil américain comme Air Yacht, immatriculés 3534 (un moteur Wright J-5 central et deux Kinner), 3997 (un Wright J-5 et deux Ryan-Siemens), et 4184 (sans précision sur la motorisation).
Le Bach Air Yacht devait ensuite se décliner sous différentes motorisations, d’où autant de versions de l’appareil, aménagé le plus souvent pour le transport de 10 passagers.

## D'un modèle à l'autre
- Bach 3-CT-2 : Un moteur Wright J-5 central et deux Ryan-Siemens 9 de 100 ch. Un exemplaire construit (NC7065, c/n 1).
- Bach 3-CT-4 : Un moteur Pratt & Whitney Wasp de 450 ch central et deux Ryan-Siemens 9 de 100 ch. 2 exemplaires construits (NC7657, c/n 3 et NC7658, c/n 4) pour West Coast Air Transport.
- Bach 3-CT-5 : Un moteur Pratt & Whitney Wasp de 450 ch central et deux Comet de 130 ch. 1 exemplaire construit (NC7092, c/n 2).
- Bach 3-CT-6 : Un moteur Pratt & Whitney Hornet A de 525 ch central et deux Comet de 130 ch. Certifié en 1929 (ATC114), ce modèle pouvait transporter 12 passagers et 5 appareils furent livrés à Pickwick Airways (219H, c/n 10 ; 302E, c/n 6 ; 388, c/n 5 ; NC539E, c/n 7 ; NC850E, c/n 8). Cette compagnie basée au Grand Central Air Terminal de Glendale inaugura le 29 mars 1929 un service régulier desservant San Diego et San Francisco[4]. Le [388] fut par la suite modifié en sesquiplan avec un plan supplémentaire à la base du fuselage et utilisé au Honduras pour la pulvérisation de pesticides sur les plantations de bananes par United Fruit Company avec l'immatriculation XH-TRA.
  - Bach T-11-P : Un 3-CT-6 (NC219H) fut modifié par Mirow Air Service en 1933 en monomoteur pour 10 passagers, ne conservant que son moteur Hornet central. Il fut utilisé ensuite par Alaskan Surveys.
- Bach 3-CT-8 : Un moteur Pratt & Whitney Hornet de 525 ch central et deux Wright J-6 de 165 ch. Certifié pour le transport de 10 passagers (ATC 172), ce modèle fut construit à 4 exemplaires (NC53M, c/n 16 ; NC54M, c/n 17 ; NC245K, c/n 15 ; NC8069, c/n 11) pour Pickwick Airways.
- Bach 3-CTS : Un 3-CT-8 (NC2830, c/n 8) fut achevé avec un moteur central Pratt & Whitney Wasp de 450 ch et deux Wright J-5 de 220 ch.
- Bach 3-CT-9 : Un moteur central Pratt & Whitney Wasp de 450 ch et deux Wright J-6-7 de 225 ch. Certifié pour le transport de 10 passagers (ATC 271), on connaît au moins trois exemplaires construits (NC511V, c/n 21 ; NC520M, c/n 18 ; NC809M, c/n 19) pour Gilman Airline. Un de ces appareils porta à 6 347 m le record d’altitude avec charge de 1 000 kg le 26 juillet 1929, piloté par Waldo Waterman, devenant le premier trimoteur à s’attribuer un record international. Deux 3-CT-9 furent également alignés au départ des National Air Races en 1929, s’adjugeant les deux premières places en catégorie multimoteur, pilotés par William Brock et Waldo Watterman.
  - Bach Special : Modification du NC809M couverte par une certification spéciale (ATC 2-175). Appareil dont la capacité était réduite à 7 passagers.
  - Bach 3-CT-9K : Similaire au précédent, le moteur central étant un Pratt & Whitney Wasp B de 420 ch et les moteurs Wright remplacés par des Kinner C-5 de 210 ch. Deux exemplaires connus (NC12206, c/n 22 et NC12297, c/n 23).
  - Bach 3-CT-9S : Un 3-CT-9 (NC317V, c/n 20) fut achevé en 1930 comme avion d’affaires avec un aménagement intérieur personnalisé et plus luxueux. Il se distinguait extérieurement par un train d’atterrissage caréné et un capot NACA recouvrant les têtes de cylindres des moteurs.